# Gene Deitch
Eugene Merrill Deitch [yuˈdʒin ˈmɛrəl daɪtʃ] (Chicago, 8 augustus 1924 — Praag, 16 april 2020) bekend onder zijn verkorte naam Gene Deitch was een Amerikaans-Tsjechisch animator, striptekenaar, regisseur en filmproducent, bekend van onder andere de films van Nijntje, de eerste De Hobbit-verfilming The Hobbit uit 1966, diverse afleveringen van Popeye en Tom en Jerry. In 1960 kreeg hij de oscar voor zijn film Munro. Deitch is tevens bekend als een van de weinige Amerikanen die zich permanent vestigde in het toenmalige communistische Tsjecho-Slowakije, na verliefd te zijn geworden tijdens een tiendaags werkbezoek in Praag. In 1995 heeft hij een autobiografie gepubliceerd genaamd: For the love of Prague.

## Biografie

### Vroege leven
Deitch werd geboren in Chicago, in de staat Illinois, op 8 augustus 1924, hij was de zoon van verkoper Joseph Deitch en Ruth Shirley Delson. In 1929 verhuisde het gezin naar Los Angeles, Californië na de beurskrach datzelfde jaar. Reeds als kind was hij gefascineerd door de filmindustrie, maar het waren vooral de korte tekenfilms die zijn aandacht grepen. Deitch studeerde af aan de Venice High School te Los Angeles in 1942. Direct ging hij aan de slag bij North American Aviation om aldaar blauwdrukken voor vliegtuigen te tekenen. Hier ontmoette hij Marie Billingsley, zijn eerste echtgenote, met wie hij in het huwelijk trad in 1943 en met wie hij drie zonen kreeg. Datzelfde jaar werd hij opgeroepen voor militaire dienst en trainde om piloot te worden, maar werd al in mei 1944 eervol ontslagen van zijn plicht vanwege een longontsteking.

### Carrière

#### United Productions of America
Na zijn diensttijd werkte hij als assistent artdirector voor CBS toen hij een aantal tekeningen stuurde naar jazz-tijdschrift The Record Changer. Het tijdschrift publiceerde de tekeningen waarna hij vaker tekeningen instuurde. Deze tekeningen zijn in 2003 gepubliceerd in een book genaamd The Cat on a Hot Thin Groove. Door deze tekeningen werd hij opgemerkt door United Productions of America (UPA) die hem in 1946 in dienst namen. Aldaar maakte hij veiligheidsinstructievideos voor het leger en een aantal van de vroegste afleveringen van Mr. Magoo. In 1949 verhuisde hij naar Detroit, Michigan om bij Jam Handy Organization zijn eerste professionele films te regisseren. In 1951 werd hij echter gevraagd te helpen met het opzetten van het UPA kantoor in Manhattan in New York. Deitch ging daar initieel aan de slag als tekenaar maar kreeg al spoedig de leiding en werd gepromoveerd tot creatief directeur.

#### Terrytoons en eigen studio
In 1955 verliet Deitch UPA en werd creatief directeur bij Terrytoons een bedrijf onder de vleugels van CBS. Aldaar voerde hij een reorganisatie en modernisering door van de studio om het in zwaar weer zijnde Terrytoons te redden van de ondergang. Bij Terrytoons creëerde Deitch het populaire karakter Tom Terrific. Ondanks zijn succesvolle reddingsoperatie bleef echt commercieel succes uit. Deitch is hierom in mei 1958 ontslagen. Nog datzelfde jaar zette Deitch zijn eigen studio op, genaamd: Gene Deitch Associates. Met financiële hulp van William L. Snyder, producent van het New Yorkse bedrijf Rembrandt Films, een cliënt van Deitch, maakte hij de oscarwinnende korte animatie Munro, een adaptatie op de gelijknamige strip van de Amerikaanse striptekenaar Jules Feiffer over een vierjarig jongetje dat wordt opgeroepen voor zijn militaire dienstplicht. Deze hulp kreeg Deitch onder de voorwaarde dat hij zou helpen om de productie van een aantal animaties, die Snyder liet maken in Praag, te verbeteren en geschikt te maken voor het Amerikaanse publiek.
| Ook al refereert men doorgaans naar mij als Oscarwinnend animator. Ik heb meermaals aangegeven dat wat ik echt had willen zijn was een muzikant! Maar ik heb geen tonaliteit. — Gene Deitch |

#### Tsjecho-Slowakije
Deitch vertrok in oktober 1959 met enige tegenzin naar Praag in het toenmalige Tsjecho-Slowakije voor een tiendaagse werkbezoek bij studio Bratři v triku (Broeders in T-shirts). Dit bedrijf produceerde voornamelijk animaties voor Weston Woods Studios in Danbury, Connecticut, gebaseerd op kinderboeken, bestemd voor de Amerikaanse markt. Hier ontmoette hij animator en productiecheffin Zdenka Hrachovcová-Najmanová, zijn latere tweede echtgenote, op wie hij vrijwel meteen verliefd werd. Zdenka was eveneens getrouwd, had één zoon en wilde niet weg uit Praag. Toen hij na tien dagen weer terug was in de Verenigde Staten zocht hij naar excuses om weer naar Praag te kunnen. In drie maanden tijd scheidde hij van zijn vrouw Marie en verkocht al zijn bezittingen en emigreerde permanent naar Praag. Deitch en Zdenka traden in 1964 in het huwelijk. Een van zijn vroegste projecten in Praag was het animeren van Popeye.

#### Tom en Jerry
Vanwege zijn Popeye-animaties raakte Deitch betrokken bij de animatie van Tom en Jerry. In de jaren '60 produceerde hij een totaal van dertien Tom en Jerry-afleveringen voor MGM. Deze afleveringen werden niet goed ontvangen, ze weken veel af van de afleveringen geproduceerd door Bill Hanna en Joe Barbera in Hollywood. Vele jaren is het niet publiekelijk bekend geweest dat deze afleveringen werden geproduceerd in Centraal-Europa achter het IJzeren Gordijn met erg beperkte middelen door mensen die nooit de originele animaties hadden gezien. Deitch heeft verreweg het grootste deel van zijn oeuvre geproduceerd en geregisseerd bij Bratři v triku.
| Ik ben mijzelf er pijnlijk van bewust dat mijn Tom en Jerry-tekenfilms werden neergesabeld door de meeste critici en hardcore Hanna & Barbera-fans. Ik was de eerste animator die de serie vervolgde en uiteraard zat ik hierdoor in de vuurlinie. Ik had elk mogelijk nadeel bij het maken van deze afleveringen. 1. Op dat moment, mijn eigen negatieve gevoelens voor Tom en Jerry. 2. Werken in het buitenland, met de eerste niet-Amerikaanse studio om deze hyper-Amerikaanse serie te vatten, met creatief geïsoleerde medewerkers, ver weg van de wilde en knallende Amerikaanse Tom en Jerry-tekenfilmcultuur, en 3. met het halve budget van dat van de originele MGM-serie. Niet alleen had niemand in de Praagse animatiestudio ooit een Tom en Jerry-tekenfilm gezien, maar ik had nooit geprobeerd de karakters te tekenen! Ze vielen buiten mijn tekenstijl. Ik bewonderde de vaardigheid van de Disney-tekenfilms en ik was een groot fan van de onbezonnen humor van de Warner Brothers-producties. Maar hoe grof veel van deze tekenfilms ook waren. De buitensporige pijn die de Tom en Jerry-karakters elkaar bezorgden maakten me hardop aan het lachen. — Vertaalde passage uit essay door Gene Deitch over Tom & Jerry geplaatst op cartoonresearch.com op 1 juni 2015 |

#### Ballingschap en de Fluwelen Revolutie
Deitch ervoer naar eigen zeggen de nodige achterdocht van de communisten. 'liefde en werk' als reden voor zijn verblijf in Tsjecho-Slowakije werden niet als geloofwaardig geacht. Ten tijde van de Praagse Lente reisden hij en Zdenka naar Wenen om aldaar de Deitchs familie in de Verenigde Staten te contacteren. Toen zij eind Augustus 1968 trachtten terug te keren naar Tsjecho-Slowakije, na de inval van de troepen van het Warschaupact, werd hen de toegang tot het land ontzegd; het grensbeleid was aangescherpt. Deitch en Zdenka reisden naar Oslo in Noorwegen om daar te werken aan het project Song of Norway. Terwijl medewerkers van de animatiestudio in Praag de regering ervan probeerde te overtuigen dat Gene's werk gunstig is voor het land en dat ze toegang tot het land zouden moeten krijgen. Enige tijd later hebben ze weer toegang gekregen tot Tsjecho-Slowakije. In de jaren '80 overwogen ze om te verhuizen naar de Verenigde Staten en kochten zelfs een huis in San Francisco. Door de Fluwelen Revolutie in het najaar van 1989 besloten ze in Praag te blijven. Deitch is de rest van zijn leven in Praag blijven wonen.

#### Nijntje
Begin jaren '90 wordt Deitch gebeld door Dick Bruna die op dat moment in Taiwan op zoek was naar een animator om zijn creatie Nijntje te laten animeren. Een medewerker van een kinderbibliotheek had Bruna geattendeerd op een korte documentaire van de Weston Woods Studios, genaamd: Gene Deitch: The Picture Book Animated waarin Deitch zijn werkwijze toelicht. Bruna wilde graag dat Deitch het karakter Nijntje zou animeren. Na zijn bezoek in Taiwan is hij direct naar Praag gevlogen om Deitch, zijn vrouw Zdenka en het animatieteam te ontmoeten. Deitch bracht Bruna ook in contact met filmcomponist Jaroslav Celba die zich had gespecialiseerd in muziek voor kindertelevisie. Deitch heeft vervolgens met zijn team een totaal van 52 Nijntje-afleveringen geproduceerd van elk 5 minuten lang. Een 30 seconden lange intro, gevolgd door een 30 seconden lang muzikaal karakterthema en vervolgens een drie-en-een-halve minuut lang verhaal dat werd afgesloten met een 30 seconden lange outro. De animaties moesten voldoen aan dezelfde regels die Bruna aanhield voor zijn boeken. De karakters moesten altijd frontaal worden afgebeeld, zodat deze het kind 'aankijken'. Alle karakters en objecten waren gestileerd en moesten precies overeenkomen met de catalogus die Bruna gebruikte. De afleveringen zijn allemaal met de hand getekend en gekleurd, gefotografeerd en op 35mm film naar Nederland gebracht om aldaar te worden gedigitaliseerd en in de postproductie te worden ontdaan van onzuiverheden en kleine foutjes. In 1992 bezocht Deitch Bruna in Utrecht om zijn werk te laten beoordelen.
| We waren tien jaar te vroeg met het Nijntje-project! Tegenwoordig zou deze uitgebreide en moeilijke procedure niet nodig zijn. Met de hedendaagse computertechnologie zouden we hoogcontrasterende zwart-witscans maken van de tekeningen om daarin de pure kleuren te plaatsen. Geen cellen, geen lagen, geen kleurreducties, geen krasjes, geen reflecties! Wij hebben de Dick Bruna-films op de moeilijke manier gedaan! In 1992 hadden we nog niet gedroomd over de technologie die zou gaan komen! — Gene Deitch |

### Pensioen en overlijden
In 2008 is Deitch met pensioen gegaan. Vanuit Praag opereerde hij op afstand als de hoofdregisseur voor Weston Woods Studios en heeft tot het laatst voornamelijk kinderboeken geanimeerd. Deitch is ook na zijn pensioen in Praag blijven wonen en heeft nog verschillende keren interviews gegeven en verschenen in praatprogramma's; voornamelijk op de Tsjechische televisie. Deitch sprak vloeiend Tsjechisch als zijn tweede taal. Op 16 april 2020 is Deitch onverwacht overleden in zijn appartement in Praag. Hij laat zijn vrouw Zdenka Najmanová en zijn drie zonen: Kim, Seth en Simon, uit zijn eerste huwelijk met Marie Deitch-Billingsley, achter. Daags na zijn overlijden hebben 25 kunstenaars en animators Deitch geëerd met een aan hem opgedragen kunstwerk. Eugene Merill Deitch is 95 jaar oud geworden.

## Publicaties
- 1995 - Z lásky k Praze (For the love of Prague) (autobiografie)[20]

## Prijzen
- 1954 - Voor een aantal reclamespotjes voor Jell-O Instant Pudding.[21]
- 1997 - Prix Klingsor voor zijn oeuvre, uitgereikt tijdens het Biennial of Animation Bratislava[22]
- 2003 - Annie Awards’ Winsor McCay Award, voor zijn hele oeuvre[23]